# Вольбром
Вольбром (пол. Wolbrom)  —  город  в Польше, входит в Малопольское воеводство,  Олькушский повят.  Имеет статус городско-сельской гмины. Занимает площадь 9,74 км². Население 9568 человек (на 2005 год).